# Plecopterodes subflava
Plecopterodes subflava là một loài bướm đêm trong họ Noctuidae.